# Кубок Першого каналу (хокей) 2008
Кубок Першого каналу 2008 — 41-й міжнародний хокейний турнір у Росії, проходив 18—21 грудня 2008 року в Москві у рамках Єврохокейтуру. Матч Чехія — Швеція пройшов у Мальме.

## Результати та таблиця
| 1. | Росія     | *** | 4:1      | 5:2 | 6:2      | 3 | 3 | 0 | 0 | 0 | 15:5  | 9 |
| 2. | Фінляндія | 1:4 | ***      | 5:2 | 2:1 бул. | 3 | 1 | 1 | 0 | 1 | 8:7   | 5 |
| 3. | Чехія     | 2:5 | 2:5      | *** | 6:2      | 3 | 1 | 0 | 0 | 2 | 10:12 | 3 |
| 4. | Швеція    | 2:6 | 1:2 бул. | 2:6 | ***      | 3 | 0 | 0 | 1 | 2 | 5:14  | 1 |

М — підсумкове місце, І — матчі, В — перемоги, ВБ (ВО) — перемога по булітах (овертаймі), ПБ (ПО) — поразка по булітах (овертаймі), П — поразки, Ш — закинуті та пропущені шайби, О — очки

## Найкращі гравці турніру
| Воротар             | Теему Лассіла     |
| Захисник            | Петр Часлава      |
| Нападник            | Максим Сушинський |
| Найцінніший гравець | Даніс Заріпов     |

## Команда усіх зірок
| Воротар  | Олександр Єременко |
| Захисник | Денис Куляш        |
| Захисник | Віталій Прошкін    |
| Нападник | Даніс Заріпов      |
| Нападник | Ян Марек           |
| Нападник | Збинек Іргл        |

## Найкращі бомбардири
| Місце | Гравці          | Голи | Паси | Очки |
| ----- | --------------- | ---- | ---- | ---- |
| 1.    | Даніс Заріпов   | 4    | 1    | 5    |
| 2.    | Томаш Ролінек   | 2    | 2    | 4    |
| 2.    | Юкка Воутлайнен | 2    | 2    | 4    |
| 4.    | Сергій Мозякін  | 1    | 3    | 4    |
| 4.    | Маркус Сейкола  | 1    | 3    | 4    |